# سيسيل تورنر
سيسيل تورنر (بالإنجليزية: Cecil Turner)‏ هو لاعب كرة قدم أمريكية أمريكي، ولد في 2 أبريل 1944 في واشنطن العاصمة في الولايات المتحدة.

## وصلات خارجية
- سيسيل تورنر على موقع مرجع كرة القدم المحترفة.كوم (الإنجليزية)